# Reunificación china de 1928

Bandera de los Cinco Colores, basado en el principio "Cinco razas bajo una unión". Fue la bandera de la República de China durante el gobierno de Beiyang.

Bandera del gobierno nacionalista, tras la reunificación de 1928 se convirtió en la bandera de la república.

La reunificación china de 1928, conocida en la historia de China como el Reemplazo de la Bandera del Noreste (chino tradicional: 東北易幟) se refiere al anuncio de Zhang Xueliang, señor de la guerra de Manchuria, el 29 de diciembre de 1928 en reemplazar las banderas del Gobierno de Beiyang en Manchuria por la bandera del Gobierno Nacionalista. Este acto es considerado como la culminación de la unificación de China bajo un solo estado.

## Antecedentes
Tras el nacimiento de la República de China en enero de 1912 luego del fin de la imperial dinastía Qing, Sun Yat-sen fue nombrado Presidente de la República de China dentro del gobierno provisional, pero solo pudo gobernar hasta abril debido a su poco poder político y a la presión del general Yuan Shikai quien junto al Ejército de Beiyang se tomaron el poder y atacaron al partido nacionalista Kuomintang, planeando el asesinato de su líder Song Jiaoren en 1913. Sun quiso armar una segunda revolución, creando un nuevo gobierno provisional en Nankín, pero fue aplastada rápidamente y Sun debió refugiarse en Japón, mientras que el Kuomintang debió permanecer en la clandestinidad. En ese momento se da nacimiento al gobierno de Beiyang establecido en Pekín. Yuan extendió su poder y se proclamó emperador a finales de 1915, y esta acción desató la Guerra de Protección Nacional, en donde varias regiones del sur proclamaron su independencia como desafío a la nueva monarquía. El Ejército Beiyang no pudo contener el conflicto y Yuan debió renunciar a sus planes imperiales abdicando en marzo de 1916, pero mantuvo el cargo de Presidente hasta su muerte en junio.
Con la muerte de Yuan se dejó un vacío en el poder y el gobierno de Beiyang se fragmentó en diversos bandos y no hubo una continuidad clara en el poder de los Presidentes, provocando una desintegración en donde señores de la guerra eran los que gobernaban de facto en cada región; sobre todo en el Sur había una clara rebelión contra el gobierno de Beiyang. Sun regresó del exilio y en 1917 llegó a Cantón a reorganizar el Kuomintang y tratar de buscar la unificación de China a través del Movimiento de Protección Constitucional que comenzó a aglutinar a señores de la guerra del sur de China allegados a los nacionalistas y otros aliados como los comunistas.
Al llegar la década de 1920 el gobierno de Beiyang sufrió un proceso de deterioro mayor con una sucesión de guerras entre bandos y golpes de estado: la Guerra Zhili-Anhui (1920), la Primera Guerra Zhili-Fengtian (1922), la Segunda Guerra Zhili-Fengtian (1924), el golpe de Pekín (1924) y la Guerra Anti-Fengtian (1925-1926). En el sur, la muerte de Sun en 1925 deshizo la frágil unión entre los señores de la guerra y provocó la Guerra Yunnan-Guangxi, sin embargo, durante el conflicto aparece Chiang Kai-shek quien poco a poco se establece como nuevo miembro prominente del Kuomintang y logra la adhesión gradual de los señores de la guerra en gran parte de China.
Hacia 1926 el gobierno de Beiyang estaba colapsado y sólo era encabezado por tres prominentes señores de la guerra: Zhang Zuolin, que gobernaba Manchuria, Wu Peifu en la Meseta Central China y Sun Chuanfang en la costa este. Chiang lanzó en julio de 1926, la Expedición al Norte con miras a derrotarlos y lograr la unificación de China por parte de los nacionalistas. Wu y Sun fueron derrotados, sin embargo, en el momento en que la expedición iba hacia Pekín, Chiang realiza una purga contra los comunistas quienes estaban luchando de su lado, y ocurre en abril la Matanza de Shanghái de 1927, provocando una suspensión en el avance. Zhang, quien era el último señor de la guerra aprovechó el vacío en el poder, reactivando el gobierno de Beiyang y se proclamó Presidente de la República de China, pero solo ejercía la soberanía sobre Manchuria y el área de Pekín.
En abril de 1928 Chang decide intentar por segunda vez una expedición hacia Pekín y logra vencer al Ejército de Beiyang, y a finales de mayo los nacionalistas llegan a Pekín y desmantelan el gobierno de Beiyang. Zhang Zuolin aprovechó para escapar en tren hacia Manchuria, pero fue asesinado el 4 de junio por una bomba plantada en el tren que viajaba por los japoneses, con miras de lograr una ocupación de Manchuria. Este suceso es conocido como el incidente de Huanggutun.

## Reunificación
Tras el asesinato de Zhang Zuolin, tanto el bando Fengtian como el Ejército del Noreste se debió reorganizar y decidieron que el nuevo señor de la guerra sería Zhang Xueliang, hijo del fallecido líder. Los japoneses creyeron que Xueliang siendo joven, mujeriego y adicto al opio, sería fácil de manipular y permitir una lealtad de éste con el Imperio de Japón. Sin embargo, tras su ascenso como señor abandonó los vicios, y el 1 de julio anunció un armisticio con los nacionalistas y que estaría dispuesto a aceptar la reunificación. Los japoneses se molestaron y demandaron a Zhang a que proclamara la independencia de Manchuria, sin embargo, ignoró las demandas y prosiguió con sus acciones.
El 3 de julio Chiang Kai-shek llegó a Bejing y se reunió con un representante del bando Fengtian con el fin de negociar la reunificación. El 1 de octubre, los Estados Unidos deciden dejar de reconocer al gobierno de Beiyang y reconoce al gobierno nacionalista como gobierno legítimo de la República de China, con miras de ejercer una esfera de influencia en China teniendo a un país unificado y detener la expansión japonesa, medida que fue aceptada por otras potencias como el Reino Unido que reconocieron a los nacionalistas.
Con la consolidación del gobierno nacionalista y concluidas las negociaciones, Zhang anunció el 29 de diciembre de 1928 el reemplazo de todas las banderas en Manchuria y aceptó la soberanía del gobierno nacionalista sobre Manchuria, a cambio el Ejército del Noreste se mantendría y Zhang sería su comandante. 
A partir de este punto China se unificó de manera formal, dando como origen a una década de relativa prosperidad y estabilidad, conocida como la década de Nankín.